# Abigail Byskata
Abigail Byskata, född 7 maj 2007 i Terjärv, är en finlandssvensk idrottare med ishockey och fotboll som huvudgrenar. Som junior har hon spelat i hemmaklubbens ishockey och fotbollslag, Terjärv Ungdoms Sportklubbs olika flick- och pojklag. Hon har även utövat friidrott och orientering. Nu spelar hon i FM-ligan i damishockey som anfallare i laget Team Kuortane. Hon har också spelat i finska landslaget.

## Klubblag
| År          | Lag           | Serie    |     | Matcher | Mål | Assists | Poäng | Utv. |
| ----------- | ------------- | -------- | --- | ------- | --- | ------- | ----- | ---- |
| 2015 - 2022 | TUS olika lag | Ungdoms  | 144 | 79      | 63  | 142     | 18    |      |
| 2022 - 2023 | Team Kuortane | FM-Ligan | 20  | 1       | 3   | 4       | 4     |      |

## Landslaget[4][5]
| 2022 | Finland U16 | Europa-cup Ungern            |   |   |   |   |   | 3 |
| 2023 | Finland U18 | Friendly International Women | 1 | 1 | 0 | 1 | 0 | 1 |
| 2023 | Finland U18 | VM Sverige                   | 6 | 0 | 0 | 0 | 0 | 4 |
| 2023 | Finland U16 | EYOF Turneringen Italien     | 4 | 3 | 1 | 4 | 0 | 3 |